# 남진복
남진복(1979년 10월 3일 ~)은 대한민국의 배우이다.

## 영화
- 2010년 《방자전》 - 이대감집 하인 역
- 2014년 《제보자》 - 승합차 기사 역
- 2014년 《국제시장》 - 정주영 역
- 2015년 《강남1970》 - 무덤가 명동파 역
- 2015년 《그놈이다》 - 행석 역
- 2016년 《검사외전》 - 5년전 재소자4 역
- 2016년 《홍상수 영화를 찍기로 했다》
- 2017년 《내게 남은 사랑을》 - 상만 역
- 2018년 《오목소녀》 - 오과장 역
- 2019년 《내안의 그놈》 - 사채업자 역
- 2019년 《타짜: 원 아이드 잭》 - 사장친구 역
- 2020년 《삼진그룹 영어토익반》 -  임원2 역
- 2022년 《비상선언》
- 2023년 《콘크리트 유토피아》
- 2024년 《베테랑 2》 - 안전가옥 순경 2 역

## 드라마
- 2014년 OCN 《나쁜 녀석들》 - 조동수 역
- 2016년 MBC 《W》 - 엘리베이터 남 역
- 2019년 SBS 《열혈사제》 - 구담성당 총무부장 역
- 2019년 JTBC 《보좌관 - 세상을 움직이는 사람들》 - 정한수 역
- 2020년 OCN 《번외수사》
- 2020년 SBS 《날아라 개천용》 - 봉준석 역
- 2021년 카카오TV 《며느라기》
- 2020년 tvN 《너는 나의 봄》 - 홍세근 역
- 2020년 Netflix 《지옥》 - 새진리회 의장단 역
- 2022년 ENA 《이상한 변호사 우영우》 - 김 검사 역
- 2024년 Disney+ 《강남 비-사이드》 - 길호의 삼촌 역
- 2025년 Disney+ 《나인 퍼즐》 - 여정철 역
- 2025년 JTBC 《굿보이》 - 이 과장 역

## 연극
- 2011년 달링 - 잭 다니엘
- 2017년 미스터리 스릴러전 - 필름메이커 - 박중헌